# Furukaki Tetsurō

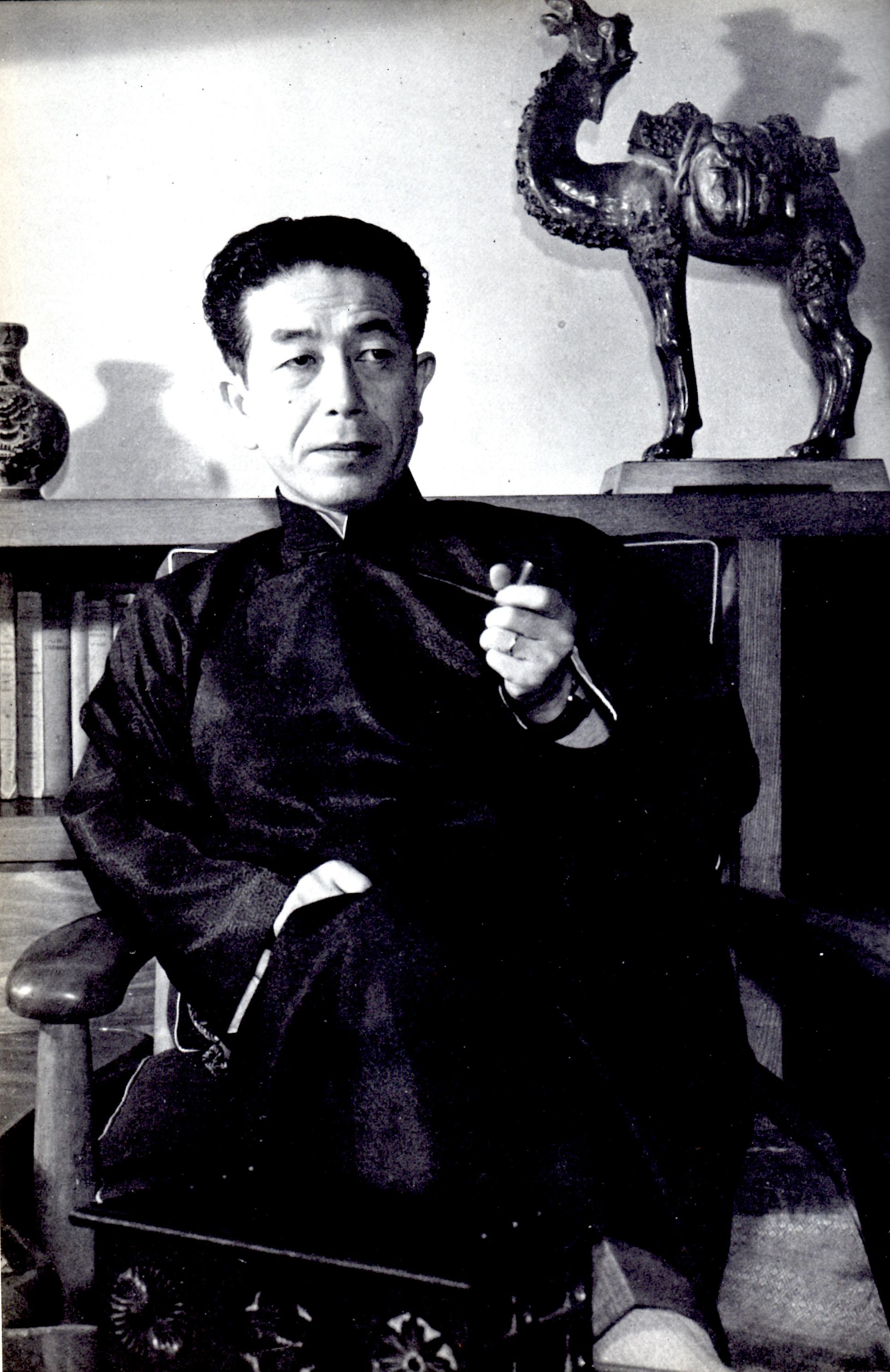
Furukaki Tetsurō

Furukaki Tetsurō (japanisch 古垣 鉄郎, Künstlername „Chūma Tōjūrō“ (中馬 藤十郎); geboren 20. September 1900 in Hiyoshi, Präfektur Kagoshima; gestorben 8. März 1987) war ein japanischer Journalist und Diplomat.

## Leben und Wirken
Furukaki Tetsurō absolvierte die „1. Höhere Schule Tokio“. und ging dann mit dem Shimazu-Stipendium (島津奨学資金, Shimazu shōgaku shikin) nach Frankreich. Dort machte er 1923 an der Universität Lyon seinen Abschluss im Fach Rechtswissenschaften. Danach arbeitete er für den Völkerbund in Genf, bis er 1929 Mitarbeiter der Zeitung Asahi Shimbun wurde. Er war Direktor des Londoner Büros, Direktor für Europa und für die Vereinigten Staaten und stellvertretender Direktor des Redaktionsbüros.
Nach dem Zweiten Weltkrieg ging er 1946 zum NHK und wurde 1949 Geschäftsführer, dann Vorsitzender. 1956 wurde er Botschafter in Frankreich. Es wird gesagt, dass er während der fünf Jahre in Frankreich eine enge Beziehung zu Präsident De Gaulle hatte. Von 1951 bis 1957 war er Berater des Außenministeriums und ab 1950 Präsident des japanischen Komitees von UNICEF. Bei den Internationalen Filmfestspielen von Cannes 1962 und 1966 gehörte er der Jury an.
Furukaki verfasste Bücher, darunter „Die Vereinten Nationen und eine Welt des Friedens“ (französisch), „Internationales Schiedsgericht“ (französisch), „Das melancholische London“ (ロンドンの憂鬱; Rondon no yūutsu), „Genf Express“ (ジュネーブ特急, Junēbu tokkyū) und die Gedichtsammlung „Waga kokoro no Pari“ (わが心のパリ) – „Paris in meinem Herzen“.
Zu Furukakis Auszeichnungen gehören der Orden der Ehrenlegion, der Order of the British Empire, der Verdienstorden der Italienischen Republik und der Orden des Heiligen Schatzes.